# 도호쿠 대학
도호쿠 대학(일본어: 東北大学 도호쿠다이가쿠[*], 영어: Tohoku University)은 일본 미야기현 센다이시 아오바구 가타히라 2쵸메 1-1에 본부를 두고있는 일본의 최상위권 명문 국립 대학이다. 1907년(메이지 40년) 일본국내 세 번째 제국대학으로 설립된 도호쿠 제국대학(東北帝国大学)을 전신으로 하는 대학이다.

## 개관

### 대학 전반
일본 내 3번째 제국대학으로서, 1907년 (메이지 40년)에 설립된 도호쿠제국대학(東北帝国大学)를 전신으로 하는 대학이다.
1949년 제2고등학교, 센다이 공업 전문학교, 미야기 사범학교, 미야기 청년사범학교를 통합하였다.
도호쿠 제국 대학 창립기의 대학의 약칭은 도쿄 제국 대학(東京帝国大学)의 약칭이 '도다이(東大)'였기 때문에 '호쿠다이(北大)'였다. 그 뒤 도호쿠 제국 대학에서 분리된 홋카이도 제국 대학(北海道帝国大学)은 '카이다이(海大)'가 되었다. 단, 현재는 '호쿠다이'를 도호쿠 대학의 약칭으로 하는 경우는 없고, '도호쿠다이'로 불리고 있다.
'도호쿠(동북)'의 이름을 갖고 있으나 캠퍼스는 전부 미야기 현 센다이 시내에 있다.

### 대학 이념
연구 제일 주의
문호개방
실학존중

## 캠퍼스
- 가타히라(片平)캠퍼스

대학원 : 생명과학연구과, 법학연구과
부속시설 : 금속재료연구소, 전기통신연구소, 다원물질과학연구소, 유체과학연구소
- 가와우치(川内)캠퍼스

대학원 : 문학연구과, 법학연구과, 경제학연구과, 교육학연구과, 교육정보학연구부/교육부, 국제문화연구과
학부 : 문학부, 법학부, 경제학부, 교육학부
부속시설 : 부속도서관본관/2호관, 식물원본관/기념관, 동북아시아연구센터, 고등교육개발추진센터
- 아오바야마(青葉山)캠퍼스

대학원 : 이학연구과, 약학연구과, 공학연구과, 환경과학연구과, 정보과학연구과
학부 : 이학부, 약학부, 공학부
부속시설 : 정보시너지센터, 미래과학공동연구센터 등
- 세이료(星陵)캠퍼스

대학원 : 의학계연구과, 치학연구과
학부 : 의학부, 치학부
부속시설 : 도호쿠대학병원, 가령의학연구소, 치학부부속치과기공사학교
- 아마미야(雨宮)캠퍼스

대학원 : 농학연구과, 생명과학연구과
학부 : 농학부

## 평가
- 구제국대학 중 하나로, 홋카이도 대학, 도쿄 대학, 동경공업대학, 나고야 대학, 교토 대학, 오사카 대학, 규슈 대학 등과 함께 일본 최고 명문대학으로 꼽힌다.
- 2020년 QS World University Rankings™ 대학 평가에서는 종합대학평가 세계 82위(일본 5위)를 기록하였다.[5]
- 2020년 Academic Ranking of World Universities 대학 평가에서는 종합대학평가 세계 150-200위(일본 5-7위)를 기록하였다.[6]
- 2020년 The Times Higher Education World University Rankings 대학 평가에서는 종합대학평가 세계 201~250위(일본 3~4위)를 기록하였다.[7]
- 2020, 21, 22년도 The Times Higher Education World University Rankings 일본판에서 3년 연속 1위를 차지하였다.(일본 국내 학부 기준)[8]

## 같이 보기
- 센다이시